# ألكسندر سميرنوف
ألكسندر سميرنوف (بالروسية: Смирнов, Александр Владимирович)‏ (19 مايو 1968 موسكو روسيا - ) هو لاعب كرة قدم روسي يلعب كلاعب وسط.